# Jesús Bermúdez
Jesús Bermúdez Tórrez (24 gennaio 1902 – 3 gennaio 1945) è stato un calciatore boliviano, di ruolo portiere. L'Estadio Jesús Bermúdez è intitolato a lui.

## Carriera
Partecipò al Mondiale del 1930 con la Nazionale boliviana.